# بو أندرسون (رجل أعمال)
|
بو إنج أندرسون (ولد في فالكنبرج، السويد، 16 تشرين الأول 1955) هو ضابط سويدي سابق، رجل أعمال ودبلوماسي. وكان أول رئيس تنفيذي غير روسي في شركة أوتوفاز، حيث تم تعيينه في ديسمبر كانون الأول عام.

## نبذة عن حياة
نشأ بو إنج أندرسون في جنوب السويد. تخرج من أكاديمية الجيش السويدية وبعد ذلك خدم في الجيش. ترك الجيش في رتبة لواء. حصل بو اندرسون على درجة البكالوريوس في إدارة الأعمال في جامعة ستوكهولم وأكمل برنامج الإدارة العليا في جامعة هارفارد.

### جنرال موتورز
بدأ بو اندرسون حياته المهنية في عام 1987 كمدير الشرائية في ساب للسيارات حيث في عام 1990 تمت ترقيته إلى نائب رئيس الشرائية ل SAAB. في عام 1993 انتقل إلى ديترويت للعمل في منصب المدير التنفيذي لمجموعة المشتريات الكهربائية في شركة جنرال موتورز. وبعد عام تم تعيينه كالمدير التنفيذي لمجموعة الكيماويات المشتريات لجنرال موتورز، وعمل في هذا المنصب لمدة 3 سنوات. في عام 1997 انتقل إلى ألمانيا لعقد منصب نائب الرئيس للشراء في أوروبا. وفي عام 2001 أصبح بو اندرسون أحد من مدراء العليا لجنرال موتورز وعمل نائبا للرئيس للشراء في جميع أنحاء العالم حتى عام 2007، ونائبا للرئيس للمشتريات العالمية وسلسلة التوريد حتى عام 2009
غادر بو اندرسون جنرال موتورز في عام 2009 وأصبح مستشارا لأوليغ ديريباسكا (رجل أعمال صناعي وملياردير الروسي)، ورئيس مجلس إدارة في مجموعة مصنع غوركي للسيارات - أقدم مصنع للسيارات في البلاد وأكبر شركة لتصنيع الشاحنات التجارية الخفيفة والحافلات والشاحنات الثقيلة.

### مجموعة GAZ
أصبح بو اندرسون رئيس المجموعة GAZ في 7 أغسطس 2009 مع هدفا إلى الجمع بين تطوير إستراتيجية الشركة مع تشغيل العمليات الحالية. وكان الهدف الرئيسي عودة الشركة إلى الربحية.
خلال 5 سنوات في GAZ، استطاع أن يحول في جميع أنحاء الأعمال من خسائر 1 مليار $ إلى الأرباح قبل الفائدة والضريبة متسقة: 7,6% (2010)، 8,8٪ (2011)، 10,3٪ (2012). في العملة الروسية غير الأرباح من 30,5 مليار فقدان RUR في عام 2008 إلى 8,8 مليار صافي ربح RUR لعام 2012.
وقد تحققت هذه النتائج بسبب الإصلاحات متسقة في مجموعة GAZ أجرته بو اندرسون:
˗	خفضت الشركة 50000 عدد الموظفين
˗	خرج خطوط الإنتاج منخفضة الأداء، بما في ذلك Volga GAZ والسيارات للركاب والمركبات المتخصصة التي تركز على ثلاثة مجالات المنتجات الأولية مقابل سبعة في عام 2009
˗	بدأ برنامج تقاسم الأرباح لجميع العاملين وتأسيس سياسة عدم التسامح مع الفساد
˗	تطلق نماذج جديدة تغطي غالبية مجموعة من المنتجات، بما في ذلك أول منصة LCV جديدة خلال 20 عاما
˗	إنتاج محلي لVolkswagen/ Skoda، جنرال موتورز ودايملر في مصنع GAZ

### أوتوفاز
في 5 تشرين الثاني2013 ، تم تعيين بو اندرسون رئيس هيئة الأوراق المالية أوتوفاز أكبر شركة لتصنيع السيارات الروسية التي تنتج مركبات الطراز القديم LADA وكان فقدان حصتها في السوق. وقد أصبح السويدي أول رئيس أجنبي للشركة. وكان هدفه في دوره الجديد تجديد العلامة التجارية LADA .
ومن بين التحديات الرئيسية التي تواجه بو أندرسون في دور رئيس أوتوفاز هو تحسين محفظة منتجات
الشركة وزيادة جاذبية العلامة التجارية. عموما خلال العامين الأولين في دوره كرئيس أوتوفاز أطلقت
الشركة 14 سيارة جديدة: 6 مركبات جديدة LADA و8 سيارات لتحالف رينو نيسان. كما قام بإصلاح
أعمال شركة مجموعة GAZ. وهي:

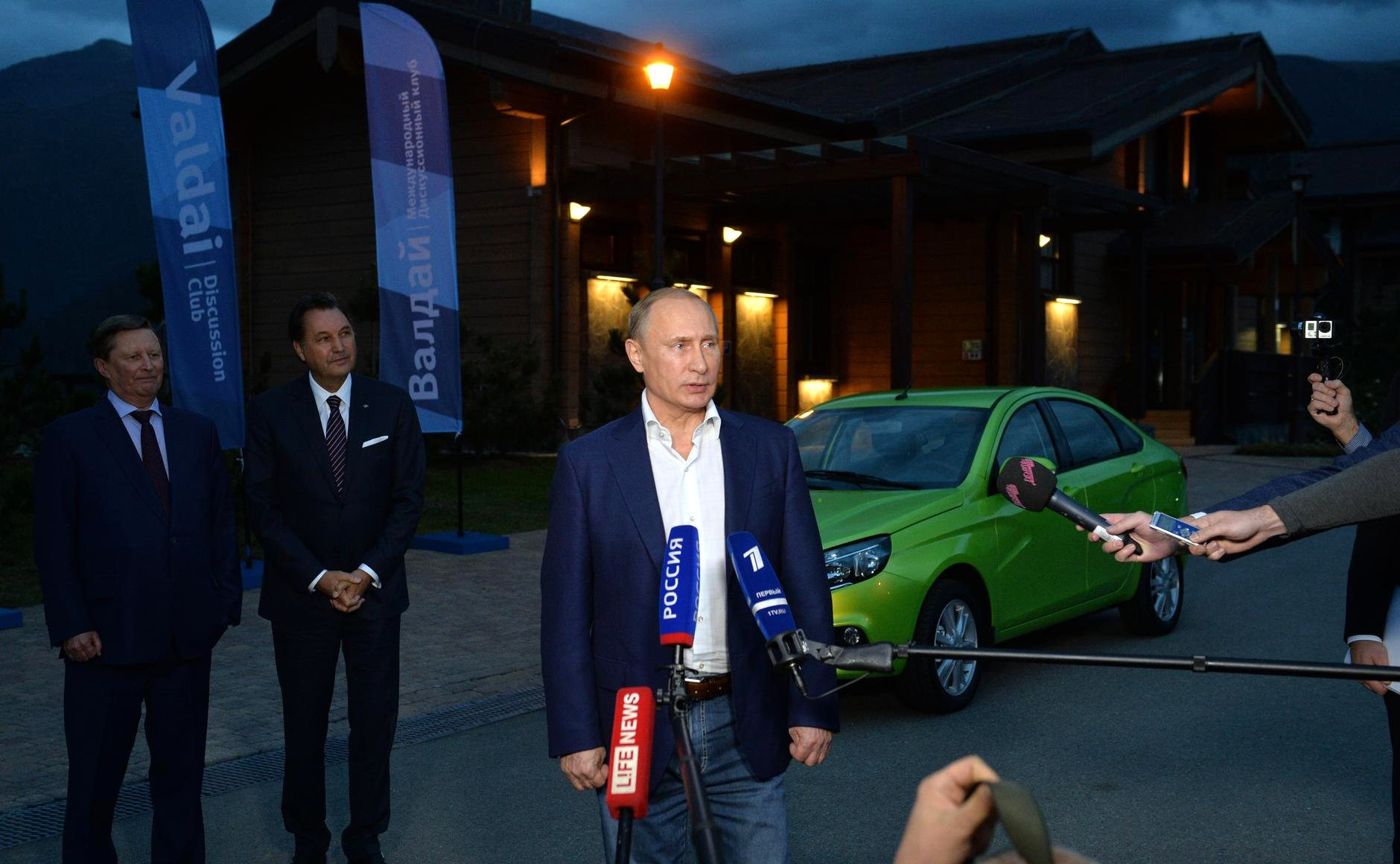
فلاديمير بوتين مع بو اندرسون وسيرجي ايفانوف بعد اختبار القيادة من LADA فستا - أكتوبر 2015

˗	تحسين العمليات التجارية، عن طريق تخفيض مستويات الإدارة من 9 إلى 5
˗ حدد أماكن العمل للموظفين لزيادة الكفاءة
˗ تعظيم الاستفادة من العمال ب37٪ من 77000 إلى 44400 بما في ذلك تخفيض الياقات البيضاء بنسبة 44٪ (من 16000 إلى 8900)، الياقات الزرقاء بنسبة 35٪ (من 54100 إلى 35400)
- إعادة العمل بما في ذلك بيع أو تصفية الشركات التابعة غير فعالة
˗ إعادة تشكيل العمل بما في ذلك بيع أو تصفية الشركات التابعة غير فعالة وإعادة تشكيل قاعدة الإمداد ˗ تغييرأسلوب الشركة بما في ذلك تقديم الشعار الجديد للعلامة التجارية LADA
في عام 2015 أطلقت أوتوفاز 2 المركبات بالعلامة التجارية الجديدة في 2 مصنعين مختلفين - LADA Vesta (إيجيفسك) وLADA XRAY (تولياتي) - أول نماذج جديدة حقا للشركة في سنوات عديدة. وكانت النماذج الجديدة ناجحة جدا. في عام 2016 يناير/ كانون الثاني بعد شهرين فقط من بداية المبيعات أصبح LADA Vesta واحدة من أكبر 10 أفضل السيارات مبيعة في روسيا، عاجبا للعديد من منافسيها بما في ذلك سكودا رابيد. لأول مرة في التاريخ LADA تلقت سيارتها كحد أقصى سحق تصنيف اختبار من «AVTO عرض» (4 نجوم ARCAP) بمناسبة LADA الثقاب واحدة من السيارات الأكثر أمانا في فئتها في السوق الروسية.
في عام 2015 تم ترشيح بو اندرسون ل «شخصية عام 2015» من قبل صحيفة فيدوموستي الروسية التجارية للإنجازات في نقل «عملاق الشركات المملوكة حكوميا» إلى محطة منتظم إنتاج السيارات لائقة.

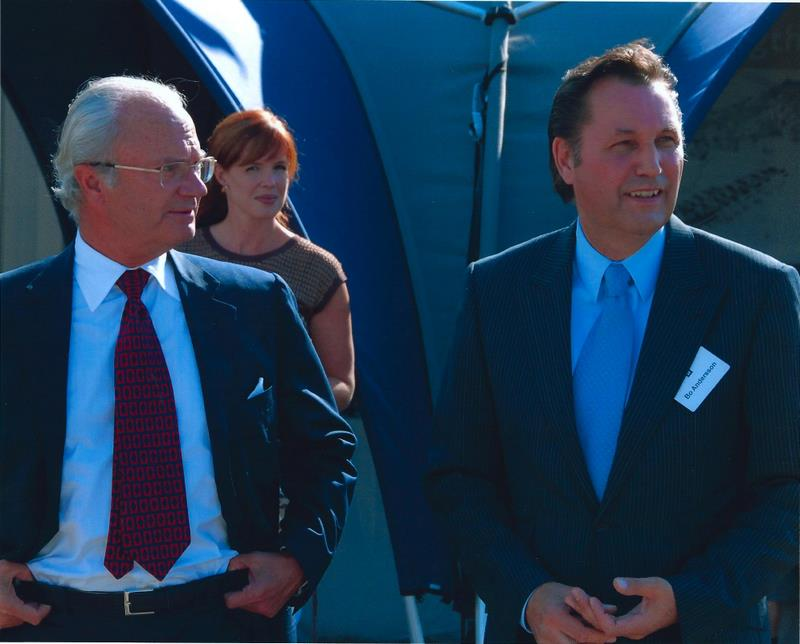
بو اندرسون مع الملك كارل السادس عشر من السويد

- المرشح ل«شخصية العام 2015» من قبل فيدوموستي في عام 2015
- «المساهمة في اندماج صناعة السيارات الروسية لصناعة السيارات العالمية» من قبل سيارة الدولية الروسية المنتدى الصناعة في عام 2013
- المواطن الشرفي لمدينة نيجني نوفغورود من قبل مجلس الدوما من نيجني نوفغورود في عام 2013
- القنصل الفخري لمملكة السويد لنيجني نوفغورود في عام 2012
- «الإنجازات المتميزة في سلسلة توريد السيارات» من قبل سلسلة توريد السيارات في عام 2012
- “Automotive Executive of the Year” لروسيا من قبل معهد آدم سميث في عام 2011
- " Emerging Market Executive Eurostar " حسب Automotive News Europe في عام 2011
- «أفضل زعيم التنفيذي لعام 2010» من قبل معهد آدم سميث في عام 2010 " Best Market Newcomer " من قبل معهد آدم سميث في عام 2009

1. ↑  "معلومات عن بو أندرسون (رجل أعمال) على موقع d-nb.info". d-nb.info. مؤرشف من الأصل في 2019-03-25.
2. ↑  "معلومات عن بو أندرسون (رجل أعمال) على موقع isni.org". isni.org. مؤرشف من 0001 2020 8181 الأصل في 2020-03-25. اطلع عليه بتاريخ 2020-10-29. {{استشهاد ويب}}: تحقق من قيمة |مسار= (مساعدة)
3. ↑  "معلومات عن بو أندرسون (رجل أعمال) على موقع viaf.org". viaf.org. مؤرشف من الأصل في 2019-04-06.